# Bray-et-Lû
Bray-et-Lû ist eine französische Gemeinde mit 957 Einwohnern (Stand 1. Januar 2022) im Département Val-d’Oise in der Region Île-de-France. Die Bewohner nennen sich Bray-Lusiens bzw. Bray-Lusiennes.

## Geografie
Der Ort  mit 957 Einwohnern (Stand 1. Januar 2022) befindet sich im Tal der Epte, circa 70 Kilometer nordwestlich von Paris. Der Fluss bildet die Grenze zur Region Normandie. DVas Gemeindegebiet gehört zum Regionalen Naturpark Vexin français.
Umgeben wird Bray-et-Lû von den fünf Nachbargemeinden:
|                | Montreuil-sur-Epte                          | Ambleville |
| Vexin-sur-Epte | Kompassrose, die auf Nachbargemeinden zeigt |            |
|                | Amenucourt                                  | Chaussy    |

## Geschichte
Funde aus der Vorgeschichte bezeugen eine frühe Besiedlung.

## Sehenswürdigkeiten
- Ehemalige Spinnerei Douros
- Kirche Notre-Dame, erbaut 1881 bis 1887

## Bevölkerungsentwicklung
| Jahr      | 1962 | 1968 | 1975 | 1982 | 1990 | 1999 | 2007 |
| --------- | ---- | ---- | ---- | ---- | ---- | ---- | ---- |
| Einwohner | 525  | 589  | 613  | 521  | 713  | 753  | 933  |

## Partnergemeinden
- Wilmington, Kent, England